# Thunderbolt (Six Flags New England)
Pour les articles homonymes, voir Thunderbolt.
Thunderbolt sont des montagnes russes en bois du parc Six Flags New England, situé à Agawam dans le Massachusetts, aux États-Unis. Ce sont les plus anciennes montagnes russes d'un parc Six Flags.

## Historique
L'attraction a ouvert pour la première fois le 6 mai 1939 pour l'Exposition universelle de New York 1939-1940, qui a eu lieu sur le site de Flushing Meadows, et s'appelait Cyclone.  Elle a été relocalisée et renommée Thunderbolt.

## Le circuit
Une partie du circuit est en forme de figure 8.

## Statistiques
- Trains : 2 trains de 4 wagons. Les passagers sont placés à 2 sur 3 rangs pour un total de 24 passagers par train.